# Aire urbaine de Saint-Calais
L'aire urbaine de Saint-Calais est une aire urbaine française constituée autour de la ville de Saint-Calais (Sarthe).

## Caractéristiques
D'après la délimitation établie par l'INSEE, l'aire urbaine de Saint-Calais est composée de deux communes, toutes les deux situées dans la Sarthe.

## Composition
Les communes de l'aire urbaine de Saint-Calais sont les suivantes :
| Nom                 | Code Insee | Statut | Superficie (km2) | Population (dernière pop. légale) | Densité (hab./km2) |
| ------------------- | ---------- | ------ | ---------------- | --------------------------------- | ------------------ |
| Conflans-sur-Anille | 72087      |        | 30,8             | 460 (2022)                        | 15                 |
| Saint-Calais        | 72269      |        | 22,76            | 2 969 (2022)                      | 130                |

## Évolution démographique
| 1968  | 1975  | 1982  | 1990  | 1999  | 2010  | 2015  |
| ----- | ----- | ----- | ----- | ----- | ----- | ----- |
| 3 054 | 3 352 | 3 405 | 3 334 | 3 063 | 2 824 | 3 814 |